# Sara Waisglass

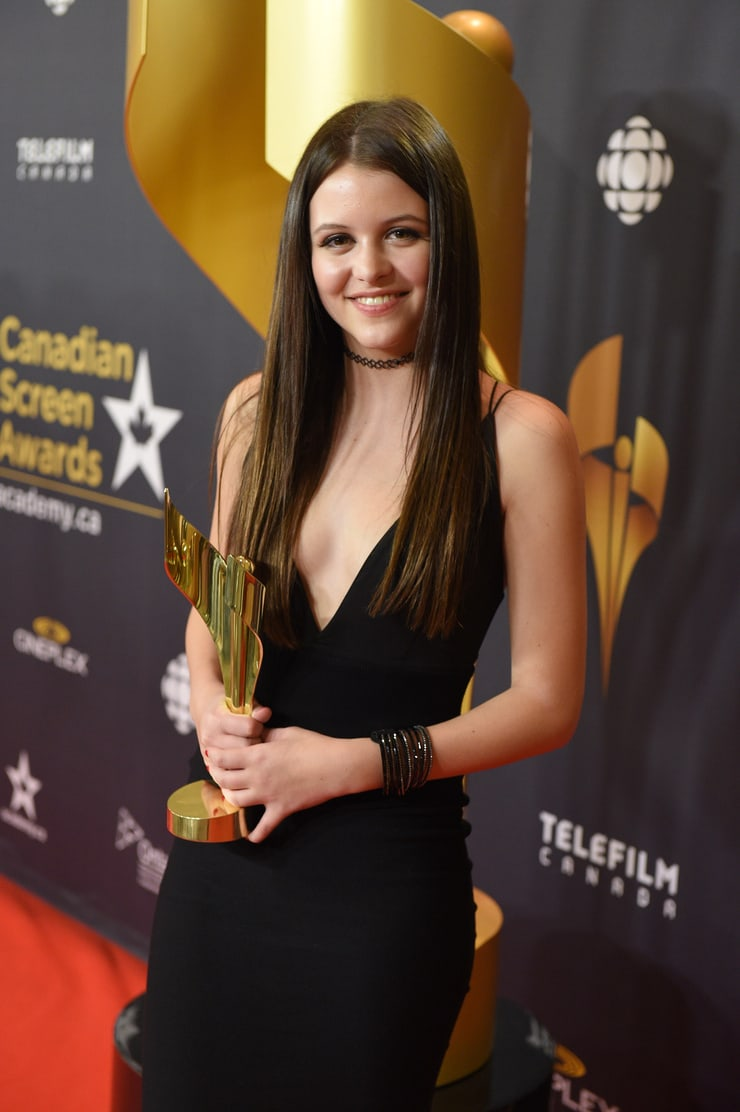
Sara Waisglass, 2021

Sara Waisglass (* 3. Juli 1998) ist eine kanadische Schauspielerin.

## Leben
Waisglass war 2008 im Mysterythriller Ein Engel im Winter in der Rolle der Tracey zu sehen. Eine erste wiederkehrende Rolle hatte sie 2009/10 in der kanadischen Jugendserie Jared ‚Coop‘ Cooper – Highschoolanwalt als Jordy Cooper.
Von 2013 bis 2017 verkörperte sie in den Serien Degrassi: The Next Generation und Degrassi: Die nächste Klasse die Rolle der Francesca „Frankie“ Hollingsworth. In der deutschsprachigen Fassung wurde sie von Dorothee Sturz synchronisiert. Für ihre Darstellung der Francesca wurde sie im Rahmen der Young Entertainer Awards 2016 in der Kategorie Best Recurring Young Actress 16–21 – Television Series nominiert.
2016 war sie im Fernsehfilm Ein Weihnachtsfest mit Hindernissen als Chanel zu sehen, in der deutschen Fassung lieh ihr Lea Kalbhenn die Stimme. Episodenrollen hatte sie unter anderem 2017 in der Folge Gegen alle Vernunft der Serie The Good Doctor und in zwei Folgen von Killjoys sowie 2018 in zwei Folgen der US-amerikanischen Anwaltsserie Suits als Esther. 2018/19 verkörperte sie in der Hulu-Serie Holly Hobbie die Rolle der Lyla.
In der im Januar 2020 auf Netflix veröffentlichten Serie October Faction spielt sie die Rolle der Madison St. Claire. In der deutschen Fassung wurde sie von Jodie Blank gesprochen. An der Seite von Brianne Howey als Georgia Miller und Antonia Gentry als deren Tochter Ginny übernahm sie in der im Februar 2021 veröffentlichten Netflix-Serie Ginny & Georgia die Rolle von Ginnys Freundin Maxine Baker.

## Filmografie (Auswahl)
- 2007: The Jane Show – It's All Relative (Fernsehserie)
- 2008: Watering Mr. Cocoa (Kurzfilm)
- 2008: Ein Engel im Winter (Afterwards)
- 2009–2010: Jared ‚Coop‘ Cooper – Highschoolanwalt (Overruled!, Fernsehserie)
- 2013–2015: Degrassi: The Next Generation (Fernsehserie)
- 2014: Degrassi: Minis (Fernsehserie)
- 2015: Life
- 2015: Degrassi: Don't Look Back (Fernsehfilm)
- 2016: Ein Weihnachtsfest mit Hindernissen (Holiday Joy, Fernsehfilm)
- 2016–2017: Degrassi: Die nächste Klasse (Degrassi: Next Class, Fernsehserie)
- 2017: Killjoys (Fernsehserie, zwei Episoden)
- 2017: Mary Goes Round
- 2017: The Good Doctor – Gegen alle Vernunft/Pipes (Fernsehserie)
- 2018: Suits (Fernsehserie, zwei Episoden)
- 2018: Sled Serious (Kurzfilm)
- 2019: An Assortment of Christmas Tales in No Particular Order
- 2018–2019: Holly Hobbie (Fernsehserie)
- 2020: October Faction (Fernsehserie)
- 2020: Tainted
- seit 2021: Ginny & Georgia (Fernsehserie)
- 2023: Cascade
- 2023: Suze

## Auszeichnungen und Nominierungen
Young Entertainer Awards 2016
- Nominierung in der Kategorie Best Recurring Young Actress 16–21 – Television Series für Degrassi: The Next Generation[4]